# 南壮区
南壮区，是缅甸联邦第一特区勐古县下辖的一个区。

## 行政区划
南壮区下辖以下等乡镇：
- 南壮乡（နန်ကျွမ်းကျေးရွာအုပ်စု）
- 小勐波乡（ရှောင်မုန်းပေါ်ကျေးရွာအုပ်စု）
- 核桃箐乡（ဟိုထောင်ချင်းကျေးရွာအုပ်စု）[4]
- 长箐山乡（ချမ်းချင်းရှန်ကျေးရွာအုပ်စု）[5]：兴隆寨村